# Theodor Burkhardt
Theodor Burkhardt (Pforzheim, 31 gennaio 1905 – 14 marzo 1958) è stato un calciatore tedesco, di ruolo difensore.